# 藤原在衡
藤原 在衡（ふじわら の ありひら）は、平安時代中期の公卿。藤原北家魚名流、中納言・藤原山蔭の孫。大僧都・如無の子、叔父の但馬介・藤原有頼の養子。官位は従二位・左大臣、贈従一位。粟田左大臣、あるいは万里小路大臣と称す。

## 経歴
延喜13年（913年）22歳で文章生となる。延喜17年（917年）備前掾を経て、延暦18年12月（919年1月）対策に及第し、明けて延暦19年（919年）正月に少内記に任ぜられ六位蔵人も兼ねる。延長2年（924年）従五位下に叙爵。のち醍醐朝では、刑部少輔・大学頭・侍従・式部権少輔・五位蔵人を歴任した。
延長8年（930年）朱雀天皇の即位後まもなく従五位上・式部少輔に叙任され、承平2年（932年）左少弁に転じると、承平3年（933年）右中弁、承平6年（936年）正五位下、承平7年（937年）左中弁、承平8年（938年）従四位下と、朱雀朝において弁官を務めながら順調に昇進し、天慶4年（941年）参議兼右大弁に任ぜられ50歳にして公卿に列した。また、議政官として左右大弁に式部大輔を兼帯している。
天暦元年（947年）先任の参議4人（源兼明・藤原忠文・伴保平・源庶明）を越えて、従三位・権中納言に任ぜられると、天暦2年（948年）中納言、天暦9年（955年）正三位と村上朝でも昇進を重ねる。天暦7年（953年）に大納言・藤原元方が薨去すると中納言以上では在衡が最高齢となったが、天徳4年（960年）10歳以上年下の右大臣・藤原師輔の薨去に伴って大納言に昇進し、安和2年（969年）には安和の変によって失脚した左大臣・源高明の後を受けて右大臣に任ぜられ、78歳にして遂に大臣の官職に至った。同年の20歳以上年下の左大臣・藤原師尹の薨去に伴い、翌安和3年（970年）には左大臣に任ぜられるが、同年天禄元年10月10日に致仕・出家し同日薨去。享年79。同月20日に出家人ながら従一位の位階を贈位された。

## 逸話・説話
安和2年（969年）に発生した安和の変を受けて右大臣に昇進したが、既に高齢であったこと、および変の10日前に自ら所有する粟田山荘に学者や文人を招いて尚歯会を開いていることから、在衡は変に関与していないと考えられている。実際に、左大臣・源高明の失脚の情報を聞いた在衡の家人が、大臣の座が空席になったため自分の主人が大臣になれると喜んだところ、在衡は怒ってその家人を追放した。また、大臣任官の定例の祝宴も開催しなかったと言われている。
僧侶の子息で五位の諸大夫の養子という、その出自に比して異例の出世を遂げたこともあり、数々の説話に彩られた人物である。若年時に鞍馬寺において天童から大臣への昇進と長命の予言を受けたという話や、天皇の下問には周到な準備をもって的確に答え、しかも風雨を厭わず参勤した話などが、『古事談』に収められている。
尚歯会の際に詠まれた漢詩が『粟田左府尚歯会詩』に残されている。在衡が主催した尚歯会の七叟は、在衡本人・菅原文時・橘好古・高階良臣・菅原雅規・十市有象（中原有象）・橘雅文だった。

## 官歴
『公卿補任』による。
- 延喜13年（913年） 5月：文章生
- 延喜17年（917年） 6月20日：備前掾
- 延喜18年（919年） 12月：策
- 延喜19年（919年） 正月28日：少内記（蔵人）
- 延喜21年（921年） 3月13日：近江権大掾
- 延長2年（924年） 正月7日：従五位下（蔵人、策）。2月1日：刑部少輔。2月7日：昇殿（服解）
- 延長4年（926年） 10月28日：大学頭（復任）、侍従
- 延長6年（928年） 正月29日：式部権少輔。7月25日：五位蔵人
- 延長8年（930年） 11月21日：従五位上。12月17日：式部少輔
- 承平元年（931年） 閏5月7日：昇殿
- 承平2年（932年） 正月27日：左少弁
- 承平3年（933年） 10月24日：右中弁
- 承平4年（934年） 12月21日[5]：兼式部少輔
- 承平6年（936年） 正月7日：正五位下。5月3日：昇殿
- 承平7年（937年） 9月9日：左中弁、少輔如元
- 承平8年（938年） 正月7日：従四位下。5月3日：昇殿
- 天慶3年（940年） 3月：兼式部大輔。3月28日：右大弁、大輔如元
- 天慶4年（941年） 12月25日：参議、弁大輔如元
- 天慶5年（942年） 3月29日：兼左大弁。12月13日：兼備中守
- 天慶6年（943年） 正月7日：従四位上
- 天慶7年（944年） 2月21日：兼丹波権守。3月29日：停式部大輔
- 天暦元年（947年） 4月26日：権中納言、従三位
- 天暦2年（948年） 正月30日：中納言、兼按察使
- 天暦7年（953年） 9月25日：兼民部卿
- 天暦9年（955年） 11月22日：正三位（朔旦）
- 天暦10年（956年） 11月5日：昇殿（外孫致平親王参内日）。11月25日：民部卿如元
- 天徳4年（960年） 8月22日：大納言。8月15日：民部卿如元。9月27日：造営別当
- 応和元年（961年） 12月2日：従二位（造営賞）
- 安和2年（969年） 3月26日：右大臣。8月13日：昇殿（践祚日）。11月14日：蔵人別当
- 安和3年（970年） 正月27日：左大臣。10月10日：致仕、出家入道、薨御。10月20日：贈従一位

## 系譜
- 父：如無
- 母：良峰高見の女
- 養父：藤原有頼
- 養母：高向公輔の女

- 妻：清原高峯の女
  - 男子：藤原国光（?-?） - 正四位下・治部卿
- 生母不明
  - 男子：藤原博古
  - 男子：藤原惟信
  - 男子：忠実
  - 女子：藤原正妃（?-967） - 村上天皇更衣、致平親王ら母
  - 女子：左京大夫行正（姓不明）妻

後世においてその末裔を称するものに安達氏などがある。